# باکبرگ
باکبرگ (به سوئدی: Backberg) یک منطقه مسکونی است که در بخش ساندویکن شهرستان یولبوری در کشور سوئد واقع شده است. جمعیت باکبرگ در پایان سال ۲۰۱۰ بالغ بر ۲۴۴ نفر بوده است.